# Wendy Vásquez
Wendy Vásquez Larraín (Bellavista, Callao, 7 de enero de 1978) es una actriz peruana de teatro, cine y televisión.

## Carrera
Licenciada en Artes Escénicas por la Pontificia Universidad Católica del Perú, empezó su carrera en el teatro.
Debutó en el año 2000 interpretando a Virginia, la hija de Galileo Galilei en la obra de Bertolt Brecht dirigida por Luis Peirano y desde entonces ha participado en casi 40 montajes de obras clásicas y contemporáneas del teatro universal.
En el 2003 actuó en la obra Metamorphosis, dirigida por Chela de Ferrari, obra que inauguró el Teatro La Plaza.
En 2004, interpretó al personaje de Julieta en la serie peruana Misterio (serie de televisión de Perú) escrita y dirigida por Aldo Miyashiro.
En el 2005 actuó en la obra Enrique V, y en Sacco y Vanzetti donde interpretó a Luigia Vanzetti, hermana de Bartolomeo Vanzetti, y participó en la serie de televisión Misterio. El año siguiente apareció en la película Mariposa negra como Delia, y protagonizó las obras Tartufo de Molière y Flechas del ángel del olvido.
En 2007 actuó en Cita a ciegas, tercer montaje teatral del director Francisco Lombardi; y en la obra autosacramental La vida es sueño.
En 2008 protagonizó la obra La prueba, bajo la dirección de Lombardi.
Durante 2009 formó parte del elenco de la serie Clave uno: médicos en alerta, emitida por Frecuencia Latina. El mismo año protagonizó las obras Pequeñas certezas bajo la dirección de Alberto Isola y Las neurosis sexuales de nuestros padres. Esta última fue repuesta el año siguiente y una tercera vez en el año 2014, siempre bajo la dirección de Jorge Villanueva.
En abril de 2011 actuó en la obra Las tres hermanas, de Antón Chéjov), bajo la dirección de Francisco Lombardi.
En abril de 2012 se estrenó la obra Drácula de Bram Stoker, donde Wendy interpretó a Mina Murray.
Vásquez protagonizó la película La amante del libertador, que fue estrenada en el 2014.
También protagonizó Dos besos dirigida por Francisco Lombardi, estrenada en el 2015 y las películas Solos, de Joanna Lombardi, y Píxeles de familia, dirigida por Gerardo Ruiz Miñán, aún por estrenarse.
En mayo del 2018 deslumbró nuevamente en el teatro protagonizando Una gata sobre el tejado caliente de zinc, la emblemática obra de Tennessee Williams, en el Centro Cultural de la PUCP, bajo la dirección de Joanna Lombardi.

## Créditos
| Teatro        | Teatro                                                  | Teatro                             | Teatro                                |
| Año           | Título                                                  | Rol                                | Notas                                 |
| ------------- | ------------------------------------------------------- | ---------------------------------- | ------------------------------------- |
| 1999          | La importancia de ser constante (o de llamarse Ernesto) | Wendolyn                           |                                       |
| 1999          | La luz de la lluvia                                     |                                    |                                       |
| 2000          | El médico a palos                                       | Lucinda                            |                                       |
| 2000          | Galileo Galilei                                         | Virginia                           |                                       |
| 2001          | Marathón                                                | Pipa                               |                                       |
| 2001          | Fausto                                                  |                                    |                                       |
| 2002          | Despertar de primavera                                  |                                    | Auditorio ICPNA de Miraflores         |
| 2002          | El tiempo en el espacio                                 |                                    |                                       |
| 2002          | Audiencia privada                                       |                                    |                                       |
| 2003          | Metamorphosis                                           |                                    |                                       |
| 2004          | A través del gris                                       |                                    |                                       |
| 2004          | El día que Lima se inundó                               |                                    | Centro Cultural PUCP                  |
| 2004          | Vino, bate y chocolate                                  |                                    |                                       |
| 2005          | Enrique V                                               | Varios roles                       |                                       |
| 2005          | Sacco y Vanzetti                                        | Luigia Vanzetti                    |                                       |
| 2005          | El mercader de Venecia                                  | Portia                             | Teatro Británico                      |
| 2006          | Flechas del ángel del olvido                            | X                                  |                                       |
| 2006          | El Tartufo                                              | Dorina                             | Centro Cultural PUCP                  |
| 2007          | Cita a ciegas                                           | "La muchacha"                      |                                       |
| 2007          | La vida es sueño                                        | El aire                            | Autosacramental                       |
| 2008          | La prueba                                               | Catherine                          | Rol principal Centro Cultural PUCP    |
| 2009          | Pequeñas certezas                                       | Sofía                              | Centro Cultural PUCP                  |
| 2009–10       | Las neurosis sexuales de nuestros padres                | Dora                               |                                       |
| 2010          | Cocina y zona de servicio                               | Carla                              | Teatro La Plaza                       |
| 2011          | Las tres hermanas                                       | Olga                               | Teatro Británico                      |
| 2012          | Drácula                                                 | Mina Murray                        | Teatro La Plaza                       |
| 2013          | A la gente le gusta el té                               | Claire                             | Teatro Pirandello                     |
| 2014          | Las neurosis sexuales de nuestros padres                | Dora                               | Teatro Alianza Francesa de Miraflores |
| 2014          | Casa Ajena                                              | Agnes                              | Teatro de la Universidad del Pacífico |
| 2015          | Otras ciudades del desierto                             | Brooke                             | Teatro La Plaza                       |
| 2016          | Cielo Abierto                                           | Kyra                               | Teatro Ricardo Blume, CC Aranwa       |
| 2017          | El Padre                                                | Anne                               | Teatro La Plaza                       |
| 2018          | Una gata sobre el tejado caliente de zinc               | Maggie la gata                     | Teatro CCPUCP                         |
| Cine          |                                                         |                                    |                                       |
| Año           | Título                                                  | Rol                                | Notas                                 |
| 2004          | Borderline                                              | Fiorella                           | Cortometraje/Rol principal            |
| 2004          | Una sombra al frente                                    |                                    | Largometraje                          |
| 2005          | E-mail a mamá                                           |                                    | Cortometraje/Rol principal            |
| 2006          | Mariposa negra                                          | Delia                              | Largometraje                          |
| 2006          | Illary (Heridas y cicatrices)                           |                                    | Largometraje                          |
| 2010          | "Una mujer"                                             |                                    | Cortometraje/Rol principal            |
| 2013          | La amante del libertador                                | Teresa/Lucía                       | Largometraje/Rol principal            |
| 2014          | Píxeles de familia                                      | Mónica                             | Largometraje/Rol principal            |
| 2014          | Solos                                                   | Wen                                | Largometraje/Rol principal            |
| 2014          | Dos besos                                               | Paola                              | Largometraje/Rol principal            |
| 2017          | Once Machos                                             | Tatiana                            | Largometraje                          |
| 2019          | Autoerótica                                             | Irene                              | Largometraje                          |
| 2019          | Once Machos 2                                           | Tatiana                            | Largometraje                          |
| 2019          | El Caso Monroy                                          | Principe                           | Largometraje                          |
| 2021          | Donde Duermen los Sueños                                | Mujer/Presencia/Mujer del sombrero | Largometraje                          |
| Televisión    |                                                         |                                    |                                       |
| Año           | Título                                                  | Rol                                | Notas                                 |
| 2005          | Misterio                                                | Julieta                            |                                       |
| 2009          | Clave uno: médicos en alerta                            | Susana Dañino                      |                                       |
| 2009          | Clave uno: médicos en alerta 2                          | Susana Dañino                      |                                       |
| 2010          | Lalola                                                  | Soledad "Sole"                     |                                       |
| 2023-presente | Luz de esperanza                                        | Ágatha                             |                                       |

## Premios y nominaciones
| Año  | Premio                       | Categoría              | Trabajo                | Resultado |
| ---- | ---------------------------- | ---------------------- | ---------------------- | --------- |
| 2005 | Premios Luces de El Comercio | Mejor actriz de teatro | El mercader de Venecia | Ganadora  |
| 2008 | Premios Luces de El Comercio | Mejor actriz de teatro | La prueba              | Ganadora  |
| 2016 | Premios Aibal                | Mejor actriz           | Cielo Abierto          | Ganadora  |